# Clayton (Géorgie)
Pour les articles homonymes, voir Clayton.
Pour le comté situé dans le même État, voir Comté de Clayton (Géorgie).
La ville américaine de Clayton est le siège du comté de Rabun, dans l’État de Géorgie. Lors du recensement de 2000, sa population s’élevait à 2 019 habitants. Située dans les montagnes Blue Ridge, elle fut baptisée en l'honneur d'Augustin S. Clayton, représentant de l'État au Congrès des États-Unis dans le courant du XIXe siècle.

## Démographie
| 1870 | 1880 | 1900 | 1910 | 1920 | 1930 |
| ---- | ---- | ---- | ---- | ---- | ---- |
| 70   | 180  | 199  | 541  | 677  | 798  |

| 1940  | 1950  | 1960  | 1970  | 1980  | 1990  |
| ----- | ----- | ----- | ----- | ----- | ----- |
| 1 088 | 1 302 | 1 507 | 1 569 | 1 838 | 1 613 |

| 2000  | 2010  | - | - | - | - |
| ----- | ----- | - | - | - | - |
| 2 019 | 2 047 | - | - | - | - |

## Source
- (en) Cet article est partiellement ou en totalité issu de l’article de Wikipédia en anglais intitulé « Clayton, Georgia » (voir la liste des auteurs).